# Chrysotrichia hatnagola
Chrysotrichia hatnagola is een schietmot uit de familie Hydroptilidae. De soort komt voor in het Oriëntaals gebied.